# Стадион Хое Варте
Стадион Хое Варте је вишенаменски стадион у Бечу, Аустрија. Налази се на брду Хое Варте у Хајлигенштату, северном предграђу у 19. бечком округу Деблинг. Првенствено се користи за фудбалске утакмице и дом је фудбалског клуба Фирст Виена Еф Ци, такође је повремено био домаћин утакмицама аустријског међународног рагби савеза и америчког фудбалског тима Виена Викингс.

## Историја стадиона
Стадион је отворен 1921. године и истовремено се сматрао најбољим и највећим спортским објектом у континенталној Европи. Аустријска фудбалска репрезентација је тамо играла бројне утакмице током 1920-их и 1930-их, привлачећи рекордну посећеност терена од 85.000 људи када су играли са Италијом 1923. године. Отприлике у то време, место је такође било домаћин боксерских борби попут Жоржа Карпентијеа против Артура Таунлија 1. маја 1924, па чак и оперских представа на отвореном као 24. јула 1924. када је 20.000 гледалаца присуствовало Аиди под диригентском палицом Пјетра Маскањија. Такође је повремено коришћен као гигантски биоскоп у годинама непосредно након Другог светског рата.
Хое Варте је изгубио статус водећег стадиона у Аустрији изградњом Пратерстадиона (данашњи Ернст-Хапел-Стадион) 1931. године, међутим, први бечки шампионски успех 1940-их и 1950-их обезбедио је да посета на утакмице остане запажена.

## Опис стадиона
Стадион је изграђен на страни брда, стварајући природни амфитеатар. Природном осећају доприноси и чињеница да се три од четири стране гледалишта могу похвалити травом, за разлику од традиционалнијег бетона, дајући земљи претежно зелени изглед (слично лондонском стадиону Долина у његовим раним данима). Четврта страна терена има модерну главну трибину и тренутно је једини део стадиона који се користи, у складу са директивом Савета која забрањује коришћење траве из безбедносних разлога. Као резултат тога, капацитет стадиона од сезоне 2005/06 је био само 5.500. Међутим, то не спречава да више људи долазе на спортски терен.